# Futatabi
Futatabi (再び?) è stata l'opera di debutto Kentarō Miura, la prima a ottenere una pubblicazione su rivista. Si tratta di un one-shot pubblicato nel 1985 sul numero trentasei della rivista Weekly Shōnen Magazine; lo stesso anno il manga ha fatto vincere a Miura il 34º concorso della rivista come migliore nuovo autore.

## Trama
La storia è ambientata in un futuro postapocalittico, dove dopo la guerra finale una parte dell'umanità è riuscita a salvarsi solo nascondendosi in delle possenti miniere nel Nord America. La guerra però ha causato così tanti danni che non è stato più possibile vedere la luce del giorno. Si è provato quindi a controllare le nascite, a causa della ristrettezza dello spazio disponibile, ma per i naturali istinti dell'uomo tutti i tentativi fallirono. Si decise quindi di separare in due blocchi gli uomini e le donne, togliergli la memoria e affidare la riproduzione a uteri artificiali. Il racconto inizia con Venus, una donna, che riesce ad arrivare nell'altro blocco, quello degli uomini. Scappando dalla polizia, che la inseguiva per il timore che l'esistenza dei due blocchi venisse resa di dominio pubblico, incontrerà Rick, che la aiuterà a nascondersi e piano piano tra i due si svilupperà sempre più un forte legame e crescerà sempre più la voglia di andare in un mondo esterno dove poter vivere insieme in tranquillità.